# Saint-Médard-de-Mussidan
Saint-Médard-de-Mussidan là một xã, nằm ở tỉnh Dordogne vùng Aquitaine của Pháp. Xã này có diện tích 24,45 km², dân số năm 2004 là 1636 người. Xã nằm ở khu vực có độ cao trung bình 56 m trên mực nước biển.

## Hành chính
| Danh sách các xã trưởng                |            |                 |      |          |
| Giai đoạn                              | Giai đoạn  | Tên             | Đảng | Tư cách  |
| 1995                                   | đương chức | Michel Florenty | PCF  | nông dân |
| Tất cả các dữ liệu trước đây không rõ. |            |                 |      |          |

## Thông tin nhân khẩu
| Năm    | 1962  | 1968  | 1975  | 1982  | 1990  | 1999  | 2006  |
| ------ | ----- | ----- | ----- | ----- | ----- | ----- | ----- |
| Dân số | 1 153 | 1 327 | 1 540 | 1 644 | 1 600 | 1 512 | 1 636 |